# Doodstraf in Spanje

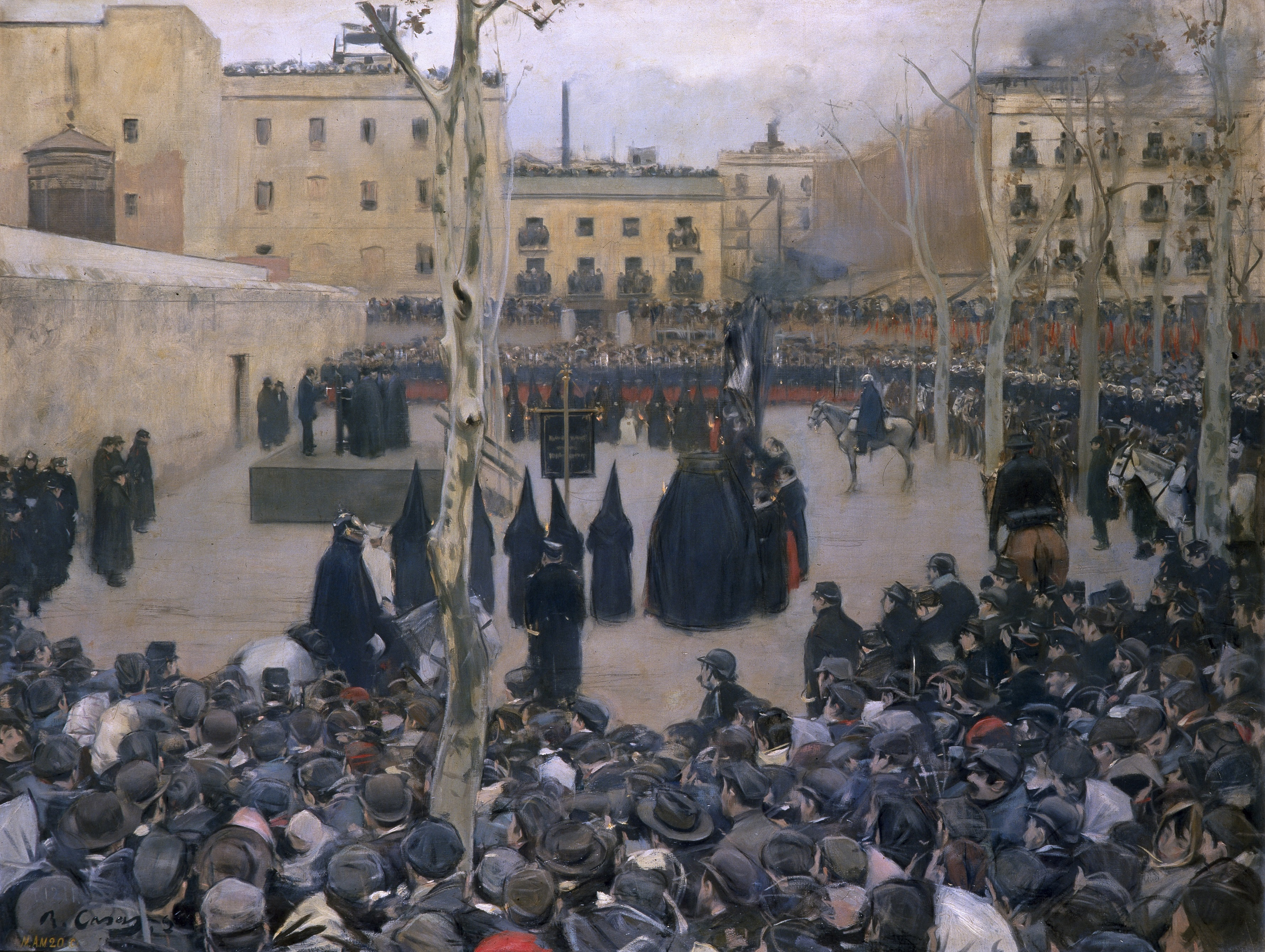
Garrot vil - Ramon Casas, 1894

Spanje kende de doodstraf tot 1975. 
Sinds 1812 werden veel doodvonnissen in Spanje en zijn koloniën voltrokken met de garrote (wurgpaal). Deze methode was ingevoerd om het als wreder beschouwde ophangen te vervangen. In de 20e eeuw werden ook regelmatig terdoodveroordeelden doodgeschoten.
Exacte aantallen over hoe vaak Spanje de doodstraf toepaste zijn niet bekend. In de 19e eeuw werden in Spanje ten minste 736 mensen, waaronder 16 vrouwen, ter dood gebracht. In de 20e eeuw zijn ongeveer 300 mensen ter dood gebracht, personen die tijdens de Spaanse Burgeroorlog werden doodgeschoten niet meegerekend. Onder het regime van de dictator Francisco Franco kende Spanje de doodstraf voor moord, roverij en terrorisme.
Na de dood van Franco in 1975 werd de doodstraf snel afgeschaft. De laatste executies vonden plaats op 27 september 1975, toen vijf personen werden doodgeschoten voor terroristische moord. In 1978 schafte Spanje de doodstraf formeel af, middels artikel 15 van de Spaanse grondwet.